# Camden Town
Camden Town är en stadsdel (district) i London Borough of Camden i norra London. Ibland kallas den bara för Camden. Camden Town är känt för sin marknad, Camden Market, och som ett centrum för alternativa livsstilar och subkulturer, till exempel goth, punk och emo.

## Camden Town station
Här finns även tunnelbanestationen Camden Town för Northern Line som är speciell då den har fyra spår som delar sig åt olika håll. Det är en viktig knutpunkt för linjen, eftersom det är här linjerna från Edgware och High Barnet från norr går ihop och sedan delas söderut via antingen Bank- eller Charing Cross för resa genom centrala London och vidare till Battersea Power Station eller Morden.

## Galleri

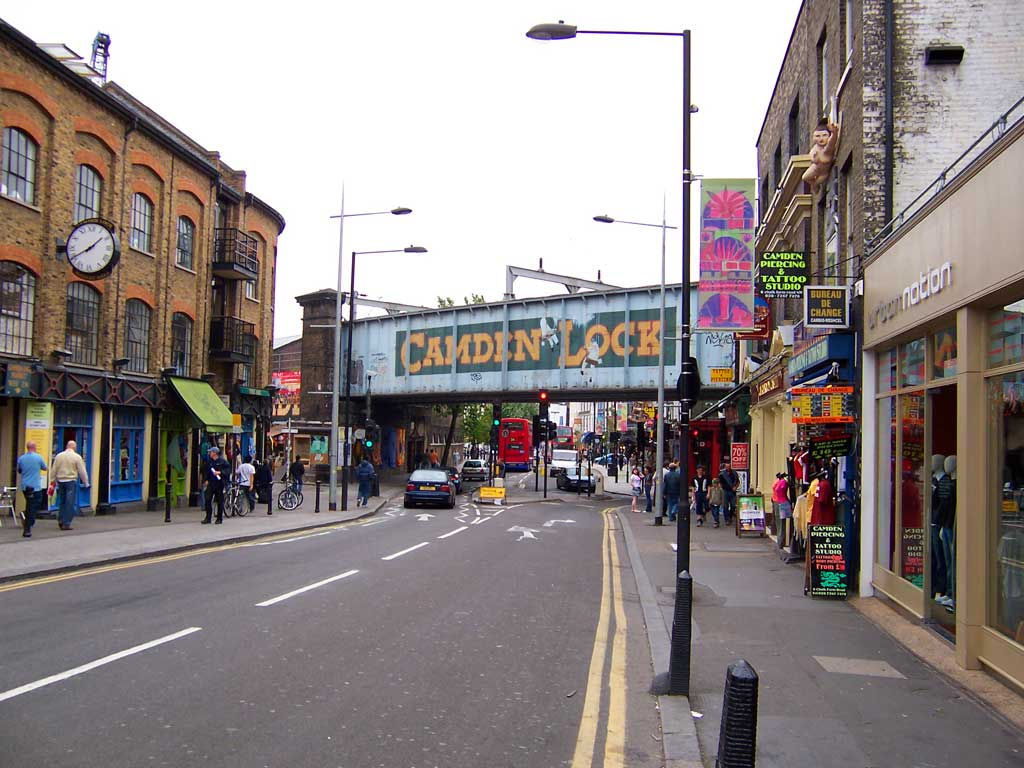
Camden Town
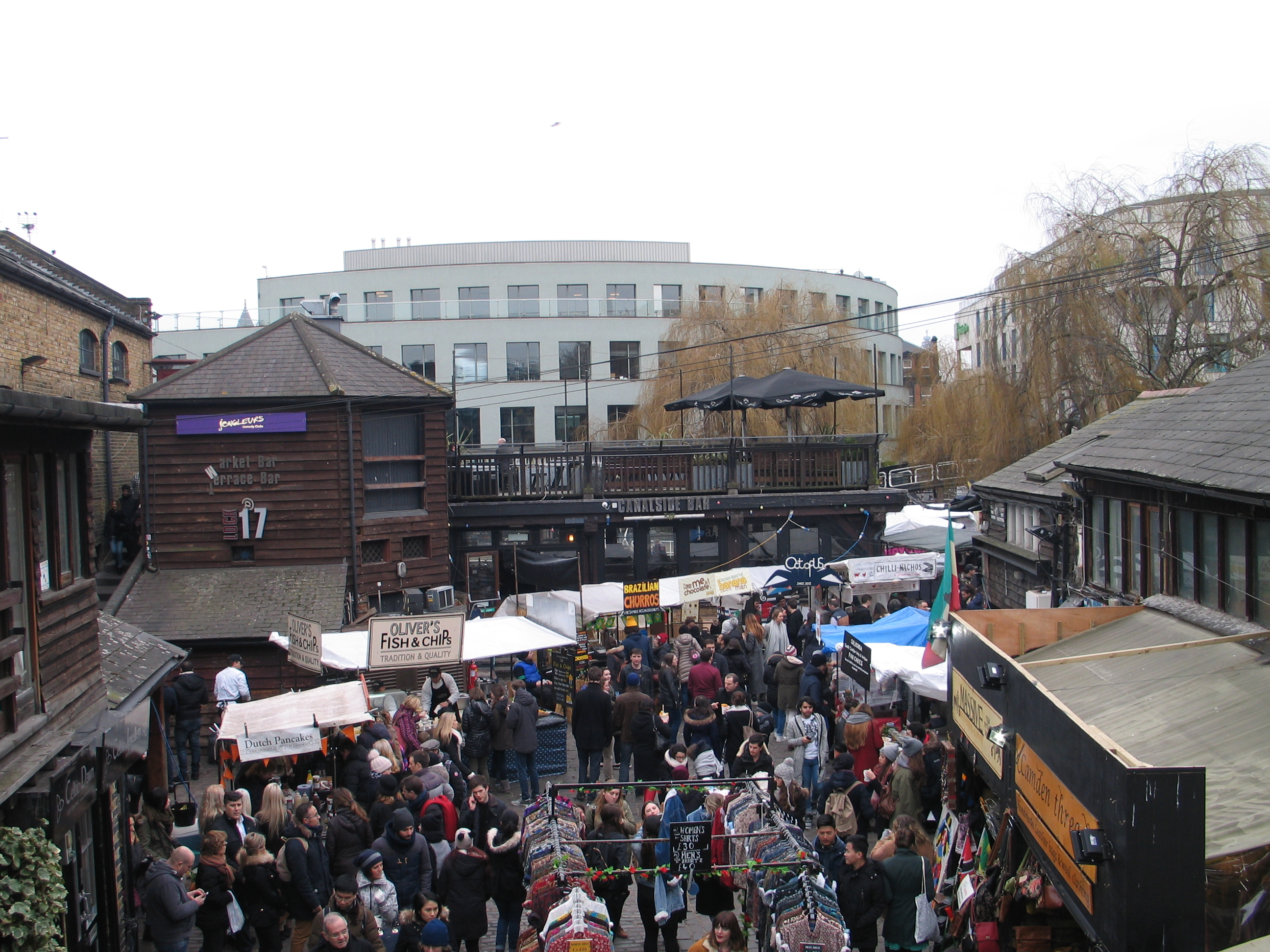
Camden Market
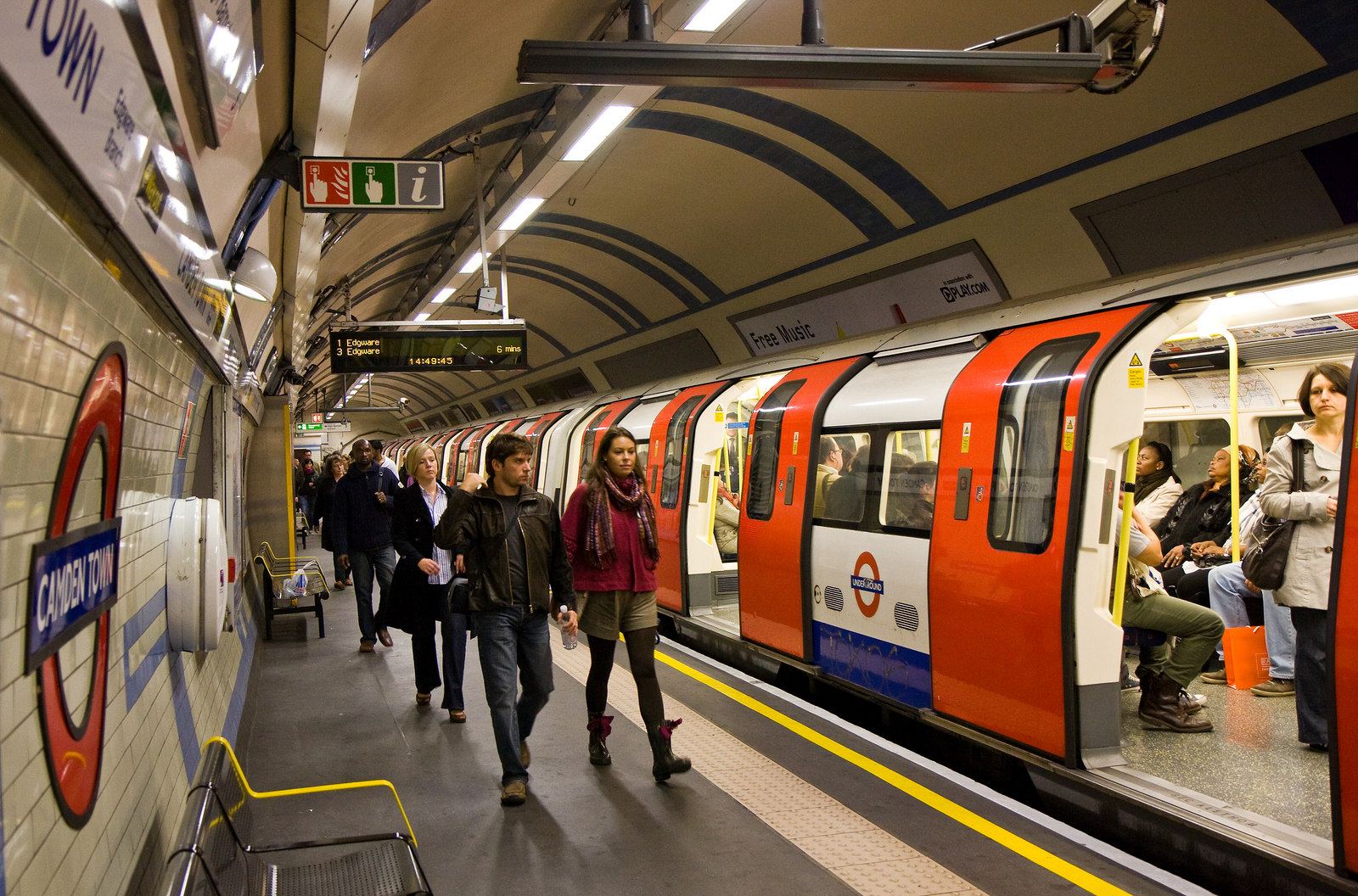
Camden Town station